# مسجد نه‌گنبد
مسجد نُه‌گنبد یا مسجد حاجی پیاده (در دوران باستان: آتشکده نوبهار یا معبد نوبهار) بنایی است تاریخی در ولایت بلخ افغانستان، در ۳ کیلومتری جنوب شهر بلخ قرار دارد. این بنا در نیمهٔ دوم سدهٔ نهم میلادی و در دورهٔ سامانیان ساخته شده است.
در دوران باستان و تا پیش از حملهٔ اعراب به بلخ و دوران برمکیان آتشکدهٔ زرتشتی و نیایشگاه بودایی بوده و به آتشکده نوبهار یا معبد نوبهار معروف بوده است. پس از ورود اسلام و در دورهٔ حکومت اسلامی، معابد زرتشتی و بودایی از فعالیت بازماندند یا تبدیل به مسجد شدند و شمار زیادشان هم تخریب شد. نوبهار یکی از معابدی بود که در زمان فضل برمکی به صورت مسجد جامع درآمد و بعدتر نام مسجد نُه‌گنبد را کسب کرد. یعقوب لیث نیز در این کار سهم گرفته و حتی بقایای آثار نوبهار را که دارایی این سرزمین بود، برای خلیفهٔ عباسی به عنوان تحفه فرستاد و سرانجام به‌دست چنگیز خان تمام آبادی‌های بلخ همراه این بنای تاریخی که در آن زمان مسجد جامع شهر بود، ویران شد. و اکنون فقط چند ستون از آن باقی مانده است. یکی از دروازه‌های ششگانهٔ جنوبی شهر بلخ به نام دروازهٔ نوبهار است.